# 愛は翼にのって
「愛は翼にのって」（原題：Wind Beneath My Wings）は、1982年にジェフ・シルバーとラリー・ヘンリーが書いた曲である。ベット・ミドラーが1989年に歌ったバージョンは、全米1位を獲得し、グラミー賞の最優秀レコード賞と最優秀楽曲賞を獲得した。

## 解説
ドリー・パートンの「オールウェイズ・ラヴ・ユー」から影響を受け、ジェフ・シルバーとラリー・ヘンリーが書いた曲である。彼らはこの曲のデモを録音してミュージシャンのボブ・モンゴメリーに送った際、モンゴメリーはミドルテンポからバラードに変更してデモを録音した。そして、シルバーとヘンリーは様々なアーティストにこの曲を売り込んだ。結局、ロジャー・ウィテッカーが最初に録音・販売することになり、ウィテッカーの1982年のスタジオ・アルバム『Wind Beneath My Wings』にこの曲が収録された。
ウィッテカーに続いて、シーナ・イーストンが1982年にこの曲を録音した。それは、イーストンの1982年のスタジオ・アルバム『マシーナリー』(Madness, Money & Music) に収録されたが、シングルとしては販売されなかった。しかし、イーストンはテレビ番組『ザ・トゥナイト・ショー』や『マーヴ・グリフィン・ショー』などでこの歌を披露している。
この楽曲が、アメリカ合衆国の音楽チャートに初登場したのは、1983年だった。歌手のルー・ロウルズが歌うバージョンが、ビルボード・アダルト・コンテンポラリー・チャートで10位を、ビルボード・ホット・ブラック・シングル・チャートで60位を、そしてビルボードの総合チャートで65位を記録した。グラディス・ナイトが1983年にこの曲を「Hero」という曲名で録音したバージョンは、ビルボード・ホット・ブラック・シングル・チャートで64位を、ビルボード・アダルト・コンテンポラリー・チャートで23位を記録した。
他にもケリー・エリスやコリーン・ヒューイット、リー・グリーンウッド、B・J・トーマス、ウィリー・ネルソン、ケニー・ロジャース、パティ・ラベル、ジョー・ロングトーミ、エディ&ジェラルド・レヴァート、ジョン・テッシュ、ジュディ・コリンズ、シャーリー・バッシー、イズラエル・カマカヴィヴォオレ、ソナタ・アークティカ、Chyi Yu（齊豫）、ペリー・コモ、ドナルド・ブラスウェル2世、セルジオ・フランキ、ナナ・ムスクーリらが録音している。ルー・ロウルズは1985年1月19日、第50代アメリカ合衆国大統領の就任祭（ロナルド・レーガンの2回目の就任式が行われた前々日）でこの曲を歌い、その模様はアメリカ全国でテレビ放送された。

## ゲイリー・モリスのバージョン
1983年に、カントリー歌手のゲイリー・モリスにカバーされると、ビルボード・ホット・カントリー・シングル・チャートで4位を記録、アカデミー・オブ・カントリーミュージックとカントリーミュージック協会の両方のソング・オブ・ザ・イヤーを獲得した。

### チャート・パフォーマンス
| チャート（1983年）                                      | 最高位 |
| ------------------------------------------------------- | ------ |
| アメリカ合衆国 ビルボード・ホット・カントリー・シングル | 4      |
| カナダ RPM・カントリー・トラック                        | 10     |

## ベット・ミドラーのバージョン
1988年に、歌手・女優のベット・ミドラーによるカバー・バージョンが映画『フォエバー・フレンズ』のサウンドトラックに収録され、翌1989年6月にシングル・カットされるとビルボードの総合チャートで1位を記録、1990年2月に行われたグラミー賞で、最優秀レコード賞と最優秀楽曲賞の両方を獲得した。またこの曲は世界的にヒットし、イギリスで5位、ニュージーランドで4位、オーストラリアで1位を記録した。1991年10月24日には米国内でミリオンを突破、アメリカレコード協会からプラチナディスクに認定された。

### チャート・パフォーマンス
| チャート（1989年）                                          | 最高位 |
| ----------------------------------------------------------- | ------ |
| アメリカ合衆国 ビルボード・ホット100                        | 1      |
| オーストラリア ARIAシングルチャート                         | 1      |
| アメリカ合衆国 ホット・アダルト・コンテンポラリー・トラック | 2      |
| ニュージーランド・シングルチャート                          | 4      |
| 全英シングルチャート                                        | 5      |
| チャート（2008年）                                          | 最高位 |
| 全英シングルチャート                                        | 70     |

| 先代 「ロック・オン」 by マイケル・ダミアン | ビルボード・ホット100 1位獲得作品 1989年6月10日 | 次代 「ラヴィング・ユー」 by ニュー・キッズ・オン・ザ・ブロック |